# وقواق شرقي
وقواق شرقي (الاسم العلمي: Cuculus optatus) (بالإنجليزية: Oriental Cuckoo)‏ هو نوع من الطيور يتبع جنس الوقواق من فصيلة طيور الوقواق.